# Turanogryllus levigatus
Turanogryllus levigatus is een rechtvleugelig insect uit de familie krekels (Gryllidae). De wetenschappelijke naam van deze soort is voor het eerst geldig gepubliceerd in 1988 door Pajni & Madhu.